# BIOMUTANT
『BIOMUTANT』（バイオミュータント）は、スウェーデンのゲーム開発スタジオExperiment 101が開発しTHQ Nordicより発売されたオープンワールドアクションRPG。

## 概要
アジアンテイストの世界観になっている。

## ストーリー
世界中に根を張る生命の樹を救うためにそれぞれの地域に住んでいる部族達と関わっていくことになる。

## キャラクター
主人公
本作の主人公。アライグマかレッサーパンダー風の動物。右目に眼帯を付けている。
　オートマトン
　バッタ型のロボット